# Padang Jaya (plaats)
Padang Jaya is een bestuurslaag in het regentschap Bengkulu Utara van de provincie Bengkulu, Indonesië. Padang Jaya telt 4595 inwoners (volkstelling 2010).